# 康热
康热（法語：Cangey，法語發音：[kɑ̃ʒɛ] ⓘ）是法国安德尔-卢瓦尔省的一个市镇，位于该省东部，卢瓦尔河右岸，与卢瓦-谢尔省接壤，属于图尔区。康热是卢瓦尔河谷红酒产区的组成部分。

## 地理
康热（47°28'4"N, 1°3'37"E）面积22.98 平方千米，位于法国中央-卢瓦尔河谷大区安德尔-卢瓦尔省，该省份为法国中西部省份，北起萨尔特省、东北接卢瓦-谢尔省，东南接安德尔省，南至维埃纳省，西临曼恩-卢瓦尔省。
与康热接壤的市镇（或旧市镇、城区）包括：欧特雷什、达姆玛丽莱布瓦、梅朗、蒙托、利姆赖、莫讷、圣旺莱维涅、卢瓦尔河畔沃赞。

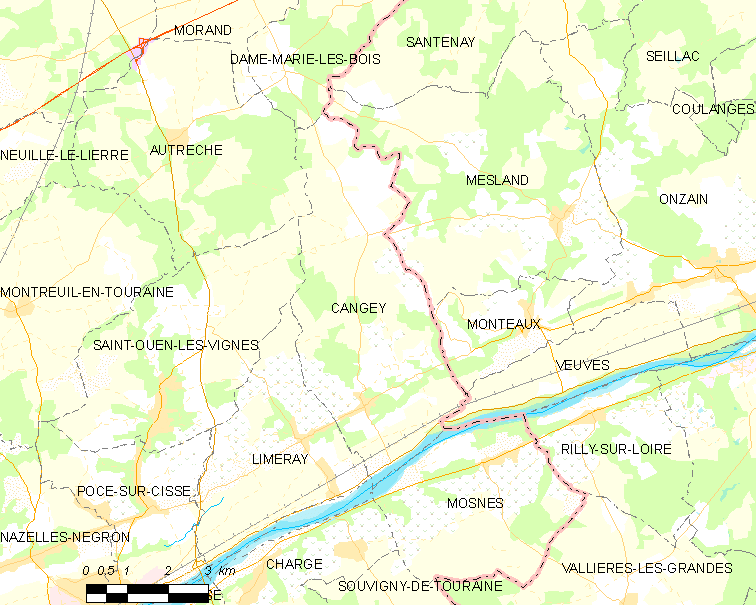
康热的OSM定位图

康热的时区为UTC+01:00、UTC+02:00（夏令时）。

## 行政
康热的邮政编码为37530，INSEE市镇编码为37043。

## 政治
康热所属的省级选区为昂布瓦斯县。

## 人口

1962-2008年间康热人口变化图示

康热于2022年1月1日时的人口数量为1030人。